# Europaspiele 2023/Teilnehmer (Zypern)
| Gelbes Symbol für Goldmedaillen mit stilisierten Olympischen Ringen | Graues Symbol für Silbermedaillen mit stilisierten Olympischen Ringen | Braundes Symbol für Bronzemedaillen mit stilisierten Olympischen Ringen |
| ------------------------------------------------------------------- | --------------------------------------------------------------------- | ----------------------------------------------------------------------- |
| —                                                                   | 3                                                                     | 2                                                                       |

Zypern nahm mit 74 Athleten an den Europaspielen 2023 in Krakau teil.

## Medaillengewinner
| Name/n                                   | Sportart       | Wettkampf                       |
| ---------------------------------------- | -------------- | ------------------------------- |
| Silber                                   |                |                                 |
| Olivia Fotopoulou                        | Leichtathletik | 200 m Frauen                    |
| Milan Traikovits                         | Leichtathletik | 110 m Hürden Männer             |
| Anastasia Eleftheriou / Andreas Chasikos | Schießen       | Skeet Mannschaft Mixed          |
| Bronze                                   |                |                                 |
| Irene Kontou                             | Karate         | Kumite Frauen, Klasse bis 50 kg |
| Kyriaki Kouttouki                        | Taekwondo      | Nadelgewicht (bis 46 kg) Frauen |

## Teilnehmer nach Sportarten

### Badminton
- Eleni Christodoulou

### Bogenschießen
- Charalambos Charalambous
- Elena Petrou

### Boxen
- Alexandos Christodoulou
- Rafail Pafios

### Fechten
- Iryna Mavrikiou
- Alexandros Taliotis
- Alexander Tofalides

### Karate

#### Kumite
- Irene Kontou

### Leichtathletik
| Team            | Wettbewerb  | Wettbewerb | Punkte | Punkte | Punkte | Punkte | Punkte | Punkte | Punkte     | Punkte    | Punkte    | Punkte      | Punkte           | Punkte      | Punkte    | Punkte     | Punkte     | Punkte         | Punkte     | Punkte     | Punkte     | Punkte | Rang |
| Team            | Wettbewerb  | Wettbewerb | 100 m  | 200 m  | 400 m  | 800 m  | 1500 m | 5000 m | 110 m Hü.* | 400 m Hü. | 4 × 100 m | 4 × 400 m** | 3000 m Hindernis | Kugelstoßen | Speerwurf | Hammerwurf | Diskuswurf | Stabhochsprung | Hochsprung | Dreisprung | Weitsprung | Gesamt | Rang |
| --------------- | ----------- | ---------- | ------ | ------ | ------ | ------ | ------ | ------ | ---------- | --------- | --------- | ----------- | ---------------- | ----------- | --------- | ---------- | ---------- | -------------- | ---------- | ---------- | ---------- | ------ | ---- |
| Zypern Republik | 2. Division | Männer     | 8      | 3      | 4      | 11     | 1      | 15     | 16         | 7         | 6         | 4           | 3                | 3           | 5         | 12         | 7          | 0              | 13         | 7          | 8          | 288    | 12   |
| Zypern Republik | 2. Division | Frauen     | 15     | 16     | 6      | 1      | 6      | 2      | 14         | 10        | 12        | 4           | 5                | 9           | 2         | 11         | 11         | 9              | 12         | 3          | 11         | 288    | 12   |

* Die Frauen traten über 100 m Hürden, statt 110 m Hürden an.
** Die 4 × 400 m waren ein Mixed-Wettkampf.

#### Einzelresultate
| Wettbewerb       | Männer                                                               | Männer          | Männer | Männer      | Frauen                                                           | Frauen          | Frauen | Frauen      |
| Wettbewerb       | Athlet                                                               | Ergebnis        | Rang   | Rang Gesamt | Athletin                                                         | Ergebnis        | Rang   | Rang Gesamt |
| ---------------- | -------------------------------------------------------------------- | --------------- | ------ | ----------- | ---------------------------------------------------------------- | --------------- | ------ | ----------- |
| 100 m            | Stavros Avgoustinou                                                  | 10,62 s         | 09     | 28          | Olivia Fotopoulou                                                | 11,34 s PB      | 02     | 10          |
| 200 m            | Stavros Avgoustinou                                                  | 21,57 s         | 14     | 36          | Olivia Fotopoulou                                                | 22,71 s PB      | 01     | Silber      |
| 400 m            | Paisios Dimitriadis                                                  | 47,54 s PB      | 13     | 32          | Kalliopi Koundouri                                               | 54,13 s PB      | 11     | 29          |
| 800 m            | Stavros Spyrou                                                       | 1:49,30 min     | 06     | 21          | Anastasia Papadovasilaki                                         | 2:20,08 min     | 16     | 42          |
| 1500 m           | Andrea Gacumi Michara                                                | 3:49,95 min PB  | 16     | 37          | Natalia Evangelidou                                              | 4:27,74 min     | 11     | 27          |
| 5000 m           | Amine Khadiri                                                        | 13:54,71 min PB | 02     | 06          | Eleni Ioannou                                                    | 18:08,28 min PB | 15     | 38          |
| 110/100 m Hürden | Milan Traikovits                                                     | 13,38 s SB      | 01     | Silber      | Natalia Christofi                                                | 13,05 s         | 03     | 07          |
| 400 m Hürden     | Anastasios Vasiliou                                                  | 52,56 s PB      | 10     | 27          | Kalypso Stavrou                                                  | 59,61 s PB      | 07     | 24          |
| 3000 m Hindernis | Giorgos Tofi                                                         | 9:22,34 min PB  | 14     | 34          | Chrystalla Chatzipolydorou                                       | 10:58,32 min SB | 12     | 33          |
| 4 × 100 m        | Ioannis Andreou Paisios Dimitriadis Alex Beechey Stavros Avgoustinou | 40,61 s SB      | 11     | 25          | Dafni Georgiou Marianna Pisiara Filippa Kviten Olivia Fotopoulou | 44,63 s         | 05     | 16          |
| Kugelstoßen      | Petros Michaelides                                                   | 16,05 m         | 14     | 35          | Paraskeovulla Thrasyvoulou                                       | 14,39 m         | 08     | 26          |
| Speerwurf        | Spyros Savva                                                         | 69,67 m         | 12     | 25          | Christiana Ellina                                                | 40,51 m         | 15     | 36          |
| Hammerwurf       | Alexandros Poursanidis                                               | 71,71 m         | 05     | 12          | Valentina Savva                                                  | 65,47 m WU20L   | 06     | 18          |
| Diskuswurf       | Giorgos Koniarakis                                                   | 55,57 m         | 10     | 24          | Androniki Lada                                                   | 52,52 m         | 06     | 16          |
| Stabhochsprung   | Christos Tamanis                                                     | NM              | NM     | NM          | Andrea Vasou                                                     | 3,65 m SB       | 08     | 25          |
| Hochsprung       | Vasilios Konstantinou                                                | 2,21 m SB       | 04     | 08          | Elena Kulichenko                                                 | 1,91 m          | 05     | 07          |
| Dreisprung       | Grigoris Nikolaou                                                    | 15,15 m         | 10     | 25          | Nikoleta Chrysanthou                                             | 11,60 m         | 14     | 38          |
| Weitsprung       | Andreas Machallekides                                                | 7,39 m          | 09     | 23          | Filippa Kviten                                                   | 6,34 m          | 06     | 14          |

| Wettbewerb | Mixed                                                                   | Mixed          | Mixed | Mixed       |
| Wettbewerb | Athleten                                                                | Ergebnis       | Rang  | Rang Gesamt |
| ---------- | ----------------------------------------------------------------------- | -------------- | ----- | ----------- |
| 4 × 400 m  | Paisios Dimitriadis Rafaela Demetriou Stavros Spyrou Kalliopi Kountouri | 3:26,00 min SB | 13    | 30          |

Ersatz: Maria Andoniou, Despina Charalambous, Pantelitsa Charalambous, Iosif Kesidis, Emilia Kolokotroni, Petros Kousis, Elvis Kioukof, Chrystalla Lazarou, Pavlos Nikolaou, Christonymfi Pediou

### Schießen
- Georgios Achilleos
- Andreas Chaiskos
- Anastasia Eleftheriou
- Georgia Konstantinidou
- Annita Koukkoulli
- Andreas Makri
- Konstantia Nikolaou
- Andreou Pangiota
- Despina Tsangaridou
- Nicolas Vasiliou

### Taekwondo
- Christos Achilleos
- Sofia Antoniou
- Kyriaki Kouttouki
- Despina Pilavaki
- Ioannis Pilavakis
- Andreas Stylianou
- Andreas Theocharous
- Soutanna Tomazou